# Rebecca Carrington

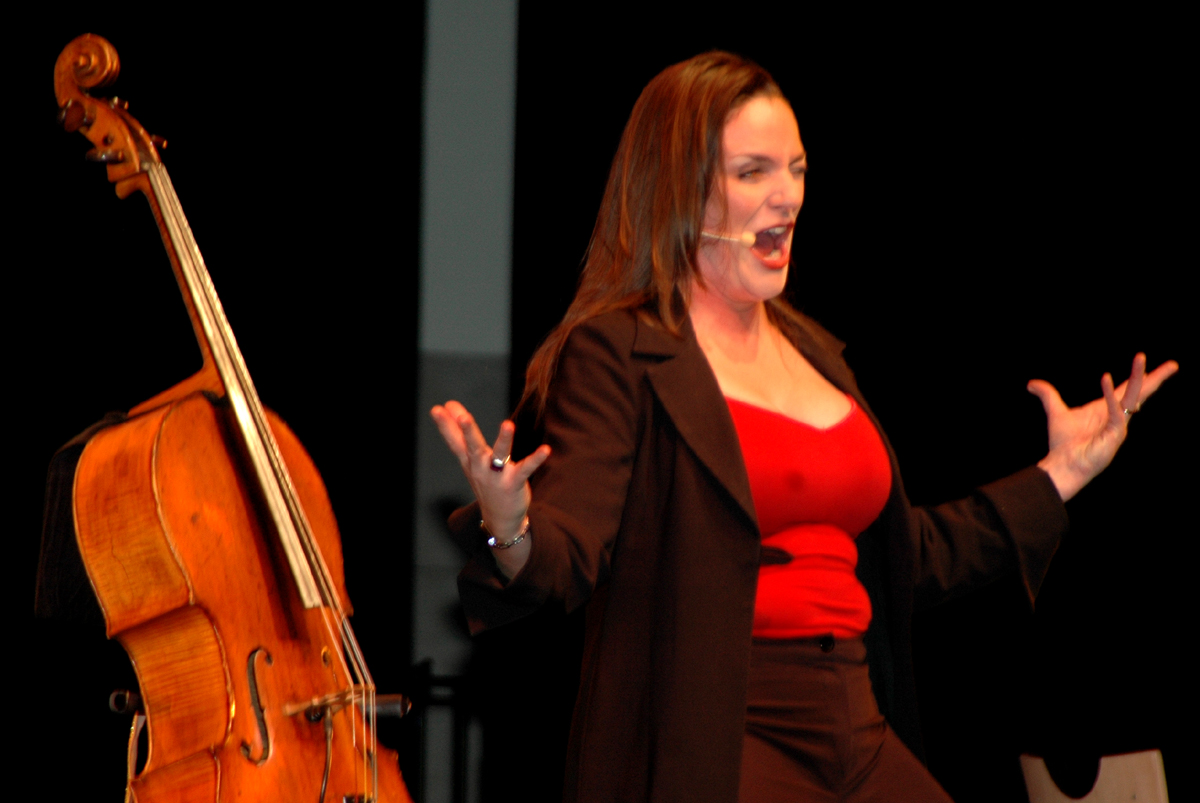
Rebecca Carrington bei einem Kurzauftritt in Freiburg 2009

Rebecca Carrington (* 17. Januar 1971 in Epsom, Surrey, England) ist eine britische Musik-Kabarettistin. In ihren Shows tritt sie mit ihrem Bühnenpartner und Lebensgefährten Colin Brown auf.

## Leben
Mit vier Jahren begann Rebecca Carrington mit dem Klavierspiel, im Alter von sechs Jahren wechselte sie auf Wunsch ihrer Großmutter, die ihr auch das Instrument überließ, zum Cello. Carrington studierte am Royal Northern College of Music in Manchester und machte später ihren Master of Music an der Rice University in Houston, Texas.
Sie spricht neben Englisch auch fließend, aber nicht akzentfrei Deutsch, Französisch und Italienisch.
Carrington spielte als Cellistin mit verschiedenen Orchestern, u. a. dem London Symphony Orchestra, dem London Philharmonic Orchestra, dem Royal Philharmonic Orchestra, dem Philharmonia Orchestra und dem BBC Symphony Orchestra.
Ihre ersten Auftritte als Musik-Komikerin hatte sie in den Vereinigten Staaten. Eine große Produktion hieß Me And My Cello. 2009 war sie mit ihrem Kollegen und Ehemann Colin Brown unter dem Titel „Carrington-Brown“ auf Tournee in Deutschland und anderen Ländern Europas. Carrington/Brown leben seither in Berlin, da die deutsche Kleinkunstbühnenszene für Musikkabarettisten deutlich vitaler ist als jene in Großbritannien.
Rebecca Carrington ist die Tochter von Simon Carrington, dem international bekannten Chorleiter und A-cappella-Konzertsänger.

## Auszeichnungen
- Gewinnerin des Schwerter Kleinkunstpreises (2014) für ihr Programm "Dream a Little dream" Rebecca Carrington – Colin Brown
- Gewinnerin des Schwerter Kleinkunstpreises (2009) für ihr Programm "Me And My Cello"
- Prix Pantheon (2007)
- Arosa Schneestern (Dezember 2006), Publikumspreis des Arosa Humor-Festivals

## Belege
1. ↑  Anmerkung von Rebecca Carrington in der Deutschlandfunk-Sendung „Querköpfe“ vom 7. Januar 2015

| Personendaten    | Personendaten                               |
| ---------------- | ------------------------------------------- |
| NAME             | Carrington, Rebecca                         |
| KURZBESCHREIBUNG | britische Musik-Kabarettistin und Cellistin |
| GEBURTSDATUM     | 17. Januar 1971                             |
| GEBURTSORT       | Epsom, Surrey, England                      |